# Gone, Baby, Gone
Gone, Baby, Gone är en kriminalroman från 1998 av Dennis Lehane. Det är den fjärde boken i serien om privatdetektiverna Patrick Kenzie och Angie Gennaro.

## Handling
Kenzie och Gennaro åtar sig ett fall med en 4-årig flicka, som försvann från hemmet utan att någon märkte något. Letandet inleds och de dras in i ett nät av prostitution, droger, poliser med mera I letandet efter en pedofil.

## Övrigt
Boken har också filmatiserats (se: Gone Baby Gone).

## Utgåvor på svenska
- 2004 - ISBN 91-0-010412-4
- 2005 - ISBN 91-0-010807-3
- 2005 - ISBN 91-7-953260-8 (CD-bok)